# BELEX15
El BELEX15 es el principal índice bursátil de la bolsa de Belgrado. Está constituido por 15 empresas serbias de referencia, elegidas en función de la apertura de su capital. El índice fue definido en septiembre de 2005. Una nueva metodología de cálculo se ha instituido en marzo de 2007, ajustándolo a los índices equivalentes de las principales plazas financieras internacionales.

## Composición
La lista de compañías que pertenecen al índice BELEX15 se revisa trimestralmente. Desde la revisión de 30 de septiembre de 2010, la composición es la siguiente:
| Compañía                    | Sector                     | Símbolo | Peso en el índice (%) |
| --------------------------- | -------------------------- | ------- | --------------------- |
| AIK banka                   | Banca                      | AIKB    | 20,00                 |
| Komercijalna banka          | Banca                      | KMBN    | 18,38                 |
| Energoprojekt holding       | Construcción               | ENHL    | 14,69                 |
| Agrobanka                   | Banca                      | AGBN    | 9,72                  |
| Imlek                       | Agroalimentario            | IMLK    | 7,72                  |
| Univerzal banka             | Banca                      | UNBN    | 5,93                  |
| Soja protein                | Agroalimentario            | SJPT    | 6,53                  |
| Metalac                     | Pequeños electrodomésticos | MTLC    | 4,08                  |
| Privredna banka             | Banca                      | PRBN    | 3,31                  |
| Tigar                       | Neumáticos                 | TIGR    | 2,38                  |
| Messer Tehnogas             | Materiales                 | TGAS    | 2,20                  |
| Razvojna banka Vojvodine    | Banca                      | MTBN    | 2 ,19                 |
| Alfa plam                   | Pequeños electrodomésticos | ALFA    | 1,74                  |
| Veterinarski zavod Subotica | Productos veterinarios     | VZAS    | 1,07                  |